# Templum
Le mot templum (correspondant au grec τέμενος, de τέμνω, « découper ») est un mot latin qui désigne une pratique religieuse et divinatoire en usage dans la culture étrusque, destinée à délimiter un espace sacré (pour édifier un sanctuaire, les limites d'une ville, celles d'un domaine ou d'une maison) par la prise d'auspices pratiquée par les augures.
Le templum (secteur) est tracé dans le ciel par l'augure tenant le lituus (bâton), et le vol des oiseaux le guide pour interpréter la manifestation, aidée par les phénomènes naturels, de la volonté des dieux, qui guide la prise de décision.
Le mot templum donne ensuite par métonymie, le nom temple au bâtiment dont l'emplacement a été défini par cette pratique, qui abritera la représentation d'une divinité, ou même le lieu d'un rassemblement non religieux.